# 리만 곡률 텐서
리만 기하학에서 리만 곡률 텐서(Riemann曲率tensor, 영어: Riemann curvature tensor)는 리만 다양체의 곡률을 나타내는 (1,3)차 텐서장이다.

## 정의
리만 다양체 {\displaystyle (M,g)}가 주어졌다고 하자. 그렇다면, 레비치비타 접속 {\displaystyle \nabla }을 정의할 수 있다. 그렇다면, 임의의 두 벡터장 {\displaystyle u,v\in \Gamma (\mathrm {T} M)}에 대하여, 다음과 같은 표현을 정의할 수 있다. 
{\displaystyle \operatorname {Riem} (u,v)w=\nabla _{u}\nabla _{v}w-\nabla _{v}\nabla _{u}w-\nabla _{[u,v]}w}
이 2차 미분 연산자 {\displaystyle \operatorname {Riem} }은 사실 (1,3)차 텐서장에 불과한 것을 보일 수 있으며, 이 텐서장을 리만 곡률 텐서라고 한다. 즉, 리만 곡률 텐서는 공변 미분의 비가환성을 나타내는 개체로 이해할 수 있다.

### 지표 표현
좌표로 쓰면 다음과 같다. 여기서는 지표(index)와 아인슈타인 표기법을 쓰자. 레비치비타 접속은 크리스토펠 기호 {\displaystyle \Gamma _{\nu \rho }^{\mu }}로 나타내어진다. 그렇다면 리만 곡률 텐서는 다음과 같다.
{\displaystyle {\operatorname {Riem} ^{\rho }}_{\sigma \mu \nu }=\partial _{\mu }\Gamma _{\nu \sigma }^{\rho }-\partial _{\nu }\Gamma _{\mu \sigma }^{\rho }+\Gamma _{\mu \lambda }^{\rho }\Gamma _{\nu \sigma }^{\lambda }-\Gamma _{\nu \lambda }^{\rho }\Gamma _{\mu \sigma }^{\lambda }}

## 성질

### 대칭
리만 곡률 텐서는 다음과 같은 대칭을 지닌다.
- 반대칭성

{\displaystyle \operatorname {Riem} (u,v)=-\operatorname {Riem} (v,u)}
{\displaystyle \langle \operatorname {Riem} (u,v)w,z\rangle =-\langle \operatorname {Riem} (u,v)z,w\rangle }
- 지표 교환 대칭성

{\displaystyle \langle \operatorname {Riem} (u,v)w,z\rangle =\langle \operatorname {Riem} (w,z)u,v\rangle }
- 제1 비안키 항등식(영어: first Bianchi identity)

{\displaystyle \operatorname {Riem} (u,v)w+\operatorname {Riem} (v,w)u+\operatorname {Riem} (w,u)v=0}
- 제2 비안키 항등식(영어: second Bianchi identity)

{\displaystyle (\nabla _{u}\operatorname {Riem} )(v,w)+(\nabla _{v}\operatorname {Riem} )(w,u)+(\nabla _{w}\operatorname {Riem} )(u,v)=0}.
이에 따라, {\displaystyle n}차원 다양체에서 리만 곡률 텐서는 {\displaystyle n^{2}(n^{2}-1)/12}개의 독립된 성분을 지닌다. (교환 대칭성은 반대칭성과 제1 비앙키 항등식으로부터 유도할 수 있다.)
지표로 쓰면 이들은 다음과 같다.
- 반대칭성

{\displaystyle \operatorname {Riem} _{(\rho \sigma )\mu \nu }=R_{\rho \sigma (\mu \nu )}=0}
- 지표 교환 대칭성

{\displaystyle \operatorname {Riem} _{\rho \sigma \mu \nu }=\operatorname {Riem} _{\mu \nu \rho \sigma }}
- 제1 비안키 항등식

{\displaystyle \operatorname {Riem} _{\rho [\sigma \mu \nu ]}=0}.
- 제2 비안키 항등식

{\displaystyle \operatorname {Riem} _{\rho \sigma [\mu \nu ;\tau ]}=0}.
여기서 대괄호 {\displaystyle [\mu \nu \rho ]}는 지표의 (완전) 반대칭화, 소괄호 {\displaystyle (\mu \nu )}는 지표의 대칭호를 뜻한다.
이 대칭에 따라서, {\displaystyle n}차원에서 리만 곡률 텐서의 서로 독립인 성분은
{\displaystyle {\frac {1}{12}}n^{2}(n^{2}-1)}
개이다. 임의의 차원에서, 리만 곡률 텐서는 리치 곡률 텐서와 바일 곡률 텐서로 표현될 수 있다. 리치 곡률 텐서의 성분의 수는 {\displaystyle {\tfrac {1}{2}}n(n+1)}이며 바일 곡률 텐서의 성분의 수는
{\displaystyle {\frac {1}{2}}(n-3){\binom {n+2}{3}}\qquad (n\geq 3)}
이다.

### 공변 미분의 교환자
리만 다양체 {\displaystyle (M,g)} 위의 임의의 벡터장 {\displaystyle X}에 대하여, 리만 곡률의 정의에 따라 다음이 성립한다.
{\displaystyle (\nabla _{\mu }\nabla _{\nu }-\nabla _{\nu }\nabla _{\mu })X^{\rho }=\operatorname {Riem} ^{\rho }{}_{\sigma \mu \nu }X^{\sigma }}
리만 다양체 {\displaystyle (M,g)} 위의 임의의 1차 미분 형식 {\displaystyle \alpha }에 대하여, 다음이 성립한다.
{\displaystyle (\nabla _{\mu }\nabla _{\nu }-\nabla _{\nu }\nabla _{\mu })\alpha _{\sigma }=-\operatorname {Riem} ^{\rho }{}_{\sigma \mu \nu }\alpha _{\rho }}
보다 일반적으로, 임의의 {\displaystyle (r,s)}차 텐서장 {\displaystyle T}에 대하여, 다음이 성립한다.
{\displaystyle (\nabla _{\mu }\nabla _{\nu }-\nabla _{\nu }\nabla _{\mu })T_{\beta _{1}\dotsi \beta _{s}}^{\alpha _{1}\dotsi \alpha _{r}}=\operatorname {Riem} ^{\alpha _{1}}{}_{\rho \mu \nu }T_{\beta _{1}\dotsi \beta _{s}}^{\rho \alpha _{2}\cdots \alpha _{r}}+\dotsb +\operatorname {Riem} ^{\alpha _{r}}{}_{\rho \mu \nu }T_{\beta _{1}\dotsi \beta _{s}}^{\alpha _{1}\cdots \alpha _{r-1}\rho }-\operatorname {Riem} ^{\sigma }{}_{\beta _{1}\mu \nu }T_{\sigma \beta _{2}\dotsi \beta _{s}}^{\alpha _{1}\cdots \alpha _{r}}-\cdots -\operatorname {Riem} ^{\sigma }{}_{\beta _{s}\mu \nu }T_{\beta _{1}\cdots \beta _{s-1}\sigma }^{\alpha _{1}\dotsi \alpha _{r}}}

### 낮은 차원의 리만 곡률
1차원 리만 다양체(즉, 곡선)의 리만 곡률 텐서는 항상 0이다. 1차원 이하의 다양체는 내재적 곡률을 갖지 않는다.
2차원 리만 다양체의 경우, 리만 곡률 텐서는 1개의 독립된 성분을 가지며, 구체적으로 다음과 같은 꼴이다.
{\displaystyle \operatorname {Riem} _{abcd}^{}=K(g_{ac}g_{db}-g_{ad}g_{cb})}
{\displaystyle K={\frac {1}{2}}\operatorname {tr} \operatorname {Ric} }
여기서 {\displaystyle K}는 가우스 곡률이며, 스칼라 곡률의 ½배이다.
3차원 리만 다양체의 경우, 리만 곡률 텐서는 6개의 독립된 성분을 가지며, 이는 리치 곡률 텐서의 성분의 수와 같다. 이 경우 리만 곡률 텐서는 리치 곡률 텐서 {\displaystyle \operatorname {Ric} }로 표현될 수 있으며, 다음과 같다.
{\displaystyle \operatorname {Riem} _{abcd}=F_{ac}g_{bd}-F_{ad}g_{bc}+F_{bd}g_{ac}-F_{bc}g_{ad}}
{\displaystyle F_{ab}=\operatorname {Ric} _{ab}-{\frac {1}{4}}(\operatorname {tr} \operatorname {Ric} )g_{ab}}
여기서 텐서장 {\displaystyle F}는 리치 곡률 텐서와 아인슈타인 텐서의 평균이며, 스하우턴 텐서(영어: Schouten tensor)라고 한다.

## 역사
베른하르트 리만의 이름을 땄으며, 리만의 1861년 논문에 원시적인 형태로 등장한다.:228, 239 리만은 리만 곡률 텐서를 {\displaystyle (\iota \iota ',\iota ''\iota ''')}로 표기하였다.:228
이후 엘빈 브루노 크리스토펠이 1869년에 같은 개념을 독자적으로 발견하였다.:228, 239 이 때문에 리만-크리스토펠 텐서라고 불리기도 한다.

## 응용
일반 상대성 이론은 리만 기하학을 기반으로 한다. 그러나 이 경우 리만 곡률 텐서 자체는 아인슈타인 방정식에 등장하지 않으며, 오직 리치 곡률 텐서(또는 아인슈타인 텐서)만이 등장한다. 다시 말해, 리만 곡률 텐서의 나머지 성분(즉, 바일 곡률 텐서)은 장방정식에 대하여 결정되지 않으며, 이는 중력파에 해당한다.

## 같이 보기
- 일반상대론의 수학적 공식화 개론
- 리치 곡률 텐서